# Mateo Camargo
Mateo Camargo (Bogotá, 11 de marzo de 1977) es un productor estadounidense de origen colombiano. Es el guitarrista, tecladista y vocalista de la banda de rock Madina Lake, desde 2005 hasta su separación en 2012 y desde la reunión de la banda en 2017. Después de la desintegración de Madina Lake, Mateo se convirtió en el guitarrista y tecladista de la banda Little Bitter Cubes.

## Biografía
Mateo nació el 11 de marzo de 1978 y creció en los barrios suburbios de Bogotá. Asistió a la escuela secundaria en el Colegio San Carlos. Se radicó a los Estados Unidos y se matriculó en Full Sail University en Orlando, Florida, para la grabación/ingeniería de audio. Allí es donde conoció a Dan Torelli, compañero de banda de Madina Lake. 
Mateo estaba anteriormente en una banda llamada Reforma, con Dan Torelli que se mudó a Chicago. Los dos conocieron a Nathan y Matthew Leone de The Blank Theory, y rápidamente se hicieron amigos. Mateo tocó la guitarra para ellos poco antes de que The Blank Theory se disolviera, y luego los cuatro formaron Madina Lake.

## Carrera
Además de ser el guitarrista, Mateo también hizo programación, agregó sintetizadores y creó efectos y ritmos electrónicos para agregar al sonido de la banda Madina Lake.
Mateo también escribió y coprodujo la canción 'Danger' en el álbum Dignity de Hilary Duff en el 2007. En 2009, produjo "The Vice Verses EP" para el dúo de hip-hop/rock, Deadbeatz Inc. Mateo produjo, coescribió, diseñó y mezcló el álbum debut de V for Volume "Providence", que acaba de firmar un acuerdo editorial con BMI. También produjo, diseñó y mezcló el último álbum de Madina Lake "WW3". Trabajó con Billy Corgan en la canción "Imagineer". Mateo escribió las canciones "Desde que te Fuiste" y "Aunque me Mientas" para el álbum de platino "Primera Fila" de la cantante mexicana Alejandra Guzmán. También produjo y diseñó la canción "23" del álbum de Shakira, "Shakira".